# IJssportvereniging Alblasserwaard
IJssportvereniging Alblasserwaard (meestal weergegeven als YA of IJA) is een schaatsvereniging voor de regio Alblasserwaard, in de Nederlandse provincies Zuid-Holland en Utrecht. De vereniging is opgericht in 1977 in Hardinxveld-Giessendam en statutair gevestigd in Dordrecht. 
De vereniging heeft zo'n 750 leden verspreid over diverse schaatsdisciplines: 
- hardrijden (wedstrijdschaatsen op de 400 meter baan)
- shorttrack
- jeugdschaatsen (tot ongeveer 13 jaar, daarna uitvloeiend naar de secties Hardrijden of Shorttrack)
- recreatieschaatsen

De verenigingsactiviteiten vinden in de winter plaats op de ijsbanen in Dordrecht en Breda.
Tot 2001 vonden de meeste activiteiten plaats op de ijsbanen De Uithof in Den Haag, en de Vechtse Banen in Utrecht. Na de bouw van de ijsbaan in Breda heeft men de activiteiten op deze ijsbaan gecentreerd.
In de zomermaanden verzorgt de vereniging conditietraing, skeelertraining en wielertraining voor de leden
Bekende schaatsers die lid zijn of lid zijn geweest van de vereniging: 
- Gianni Romme
- Patrick van Falier
- Maurice van den Dool
- Marloes Gelderblom
- Bart van den Berg
- Anja Bollaart